# Bale (Kroatië)
Bale (Italiaans: Valle, tot 1945 Valle d'Istria; Venetiaans: Vałe; Istriotisch: Vale; Latijn: Castrum Vallis) is een gemeente en kleine oude stad gelegen in het binnenland van de Kroatische provincie Istrië. De plaats kent een aantal kerken en een vervallen voormalige synagoge.
Bale telt 1047 inwoners. De oppervlakte bedraagt 81,90 km², de bevolkingsdichtheid is 12,8 inwoners per km².

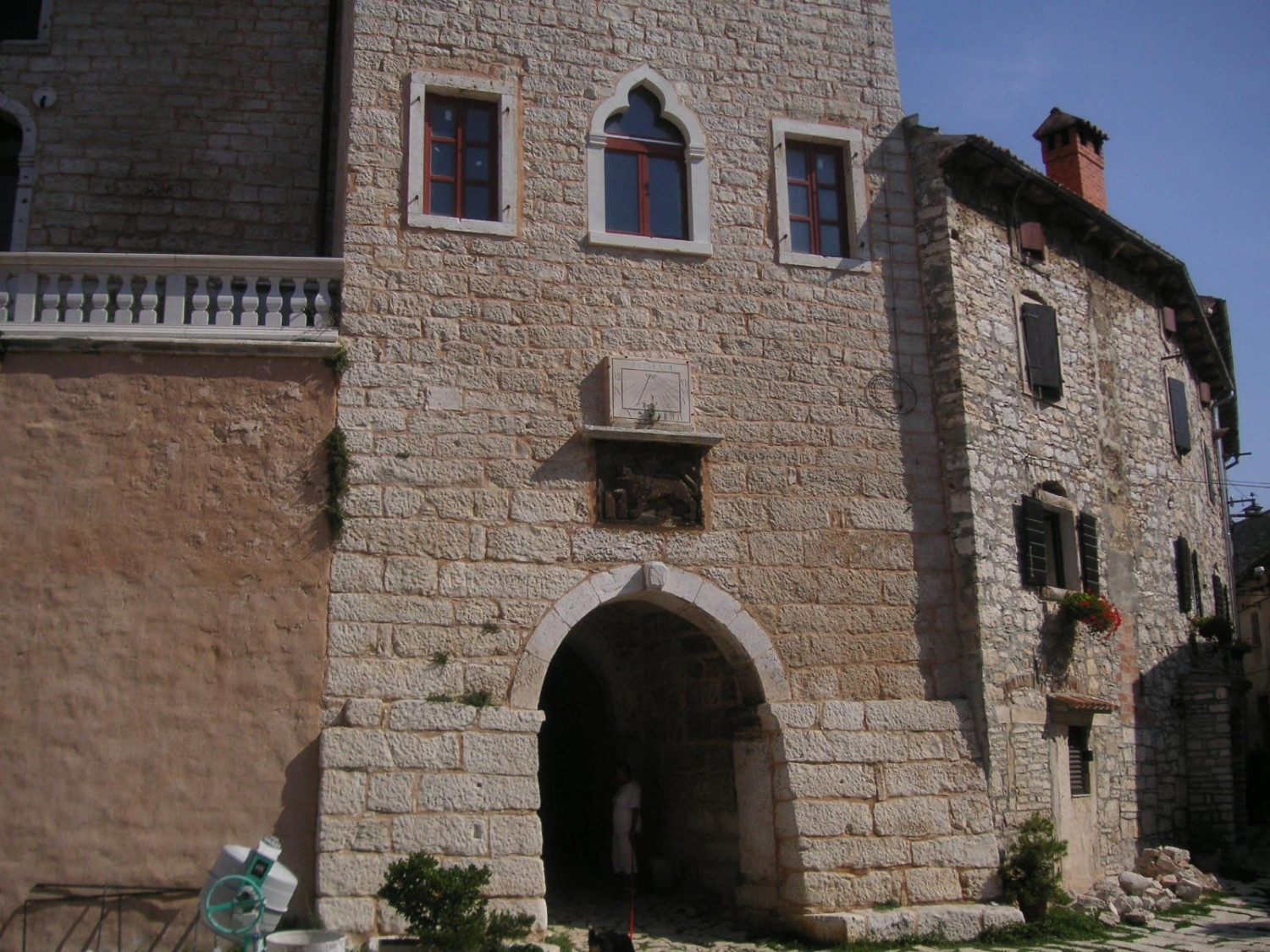
Poort naar het oude centrum van Bale.

Steden (gradovi): Pazin · Buje · Buzet · Labin · Novigrad · Poreč · Pula · Rovinj · Umag · Vodnjan

Gemeenten (općine): Bale · Barban · Brtonigla · Cerovlje · Fažana · Funtana · Gračišće · Grožnjan · Kanfanar · Karojba · Kaštelir-Labinci · Kršan · Lanišće · Ližnjan · Lupoglav · Marčana · Medulin · Motovun · Oprtalj · Pićan · Raša · Sveti Lovreč · Sveta Nedelja · Sveti Petar u Šumi · Svetvinčenat · Tar-Vabriga · Tinjan · Višnjan · Vižinada · Vrsar · Žminj